# 刘聘三故居
29°58′51″N 121°36′59″E / 29.980862°N 121.616259°E
刘聘三故居，位于中国浙江省宁波市镇海区贵驷街道贵驷社区景德路1号，建于民国时期，是中华劝工银行总经理、宁波旅沪同乡会副会长刘聘三的故居。
2012年3月2日，刘聘三故居被公布为镇海区文物保护单位。因自2015年9月起贵驷街道由宁波高新技术产业开发区实际管辖，故2016年4月刘聘三故居由镇海区移交至宁波高新技术产业开发区管辖。

## 建筑特色
刘聘三故居坐北朝南，占地606平方米，为中西合璧风格的硬山顶砖木结构建筑。刘聘三故居由前后正屋和前后、东西四厢房组成。前后正屋均面阔五间两层，进深两柱七檩前廊。其中前正屋一层为厅堂，有四根圆形水泥挑檐柱，二层有方形水泥立柱，两层均铺设木制方条地板与小木条天花板，后正屋二楼有方桁梁，亦铺设有木制方条地板与小木条天花板，屋顶安装水泥葫芦瓶围栏。前东西厢房面阔两间两层，进深两柱七檩前廊，二楼于墙边安装壁炉。后东西厢房各一间一弄，进深两柱四檩。刘聘三故居对于宁波帮名人的研究起到一定价值。

## 图片

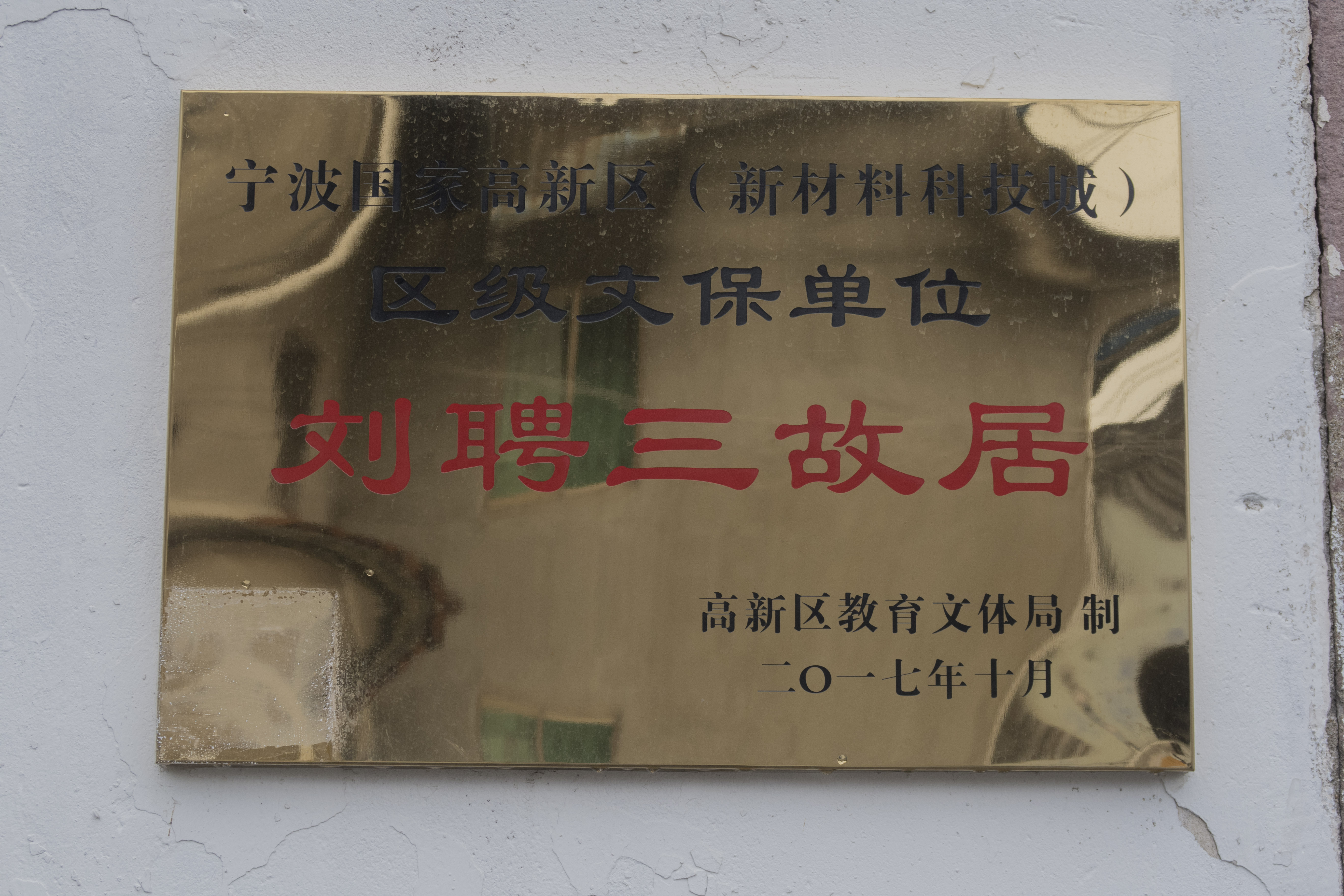
刘聘三故居文物保护牌
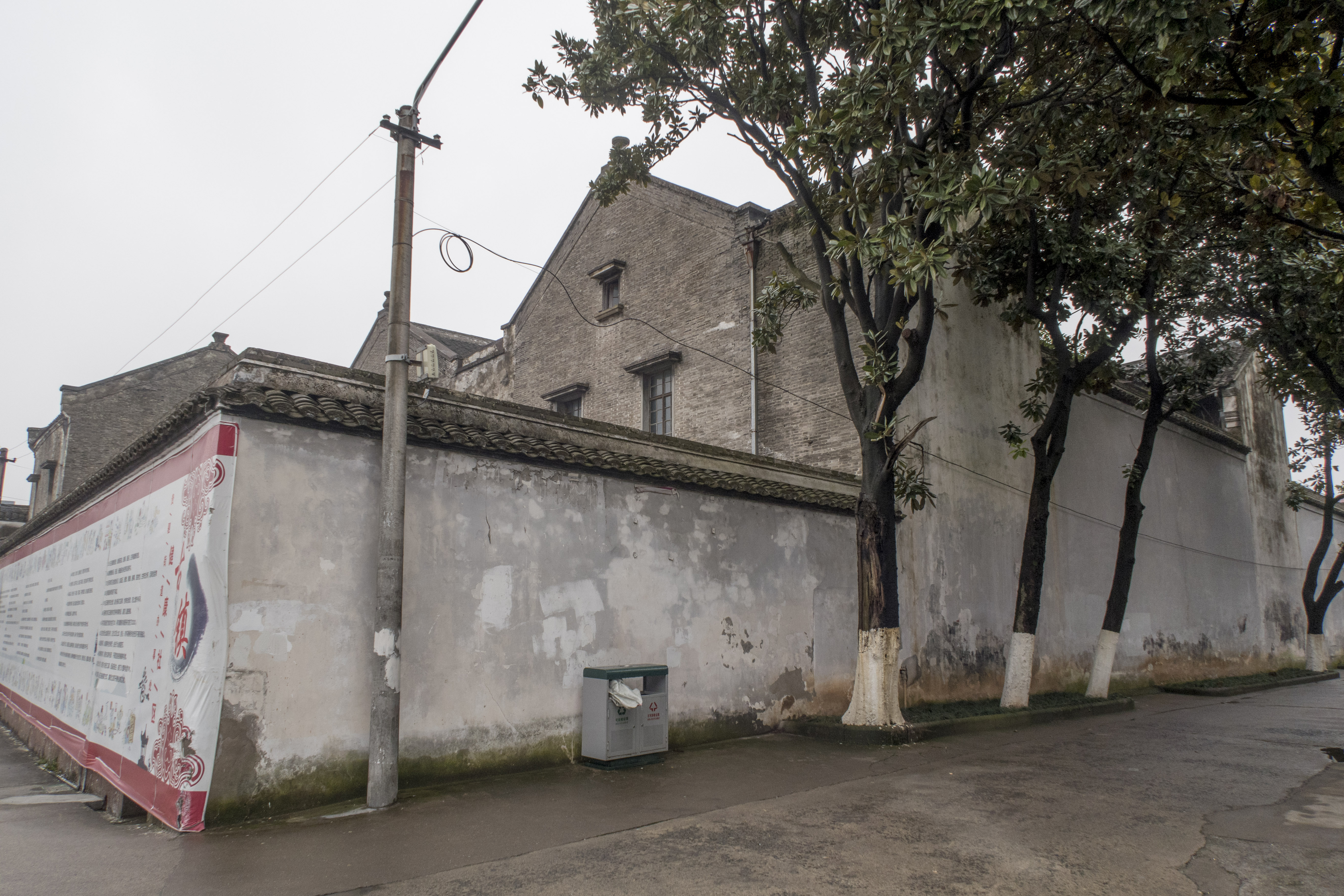
刘聘三故居外景
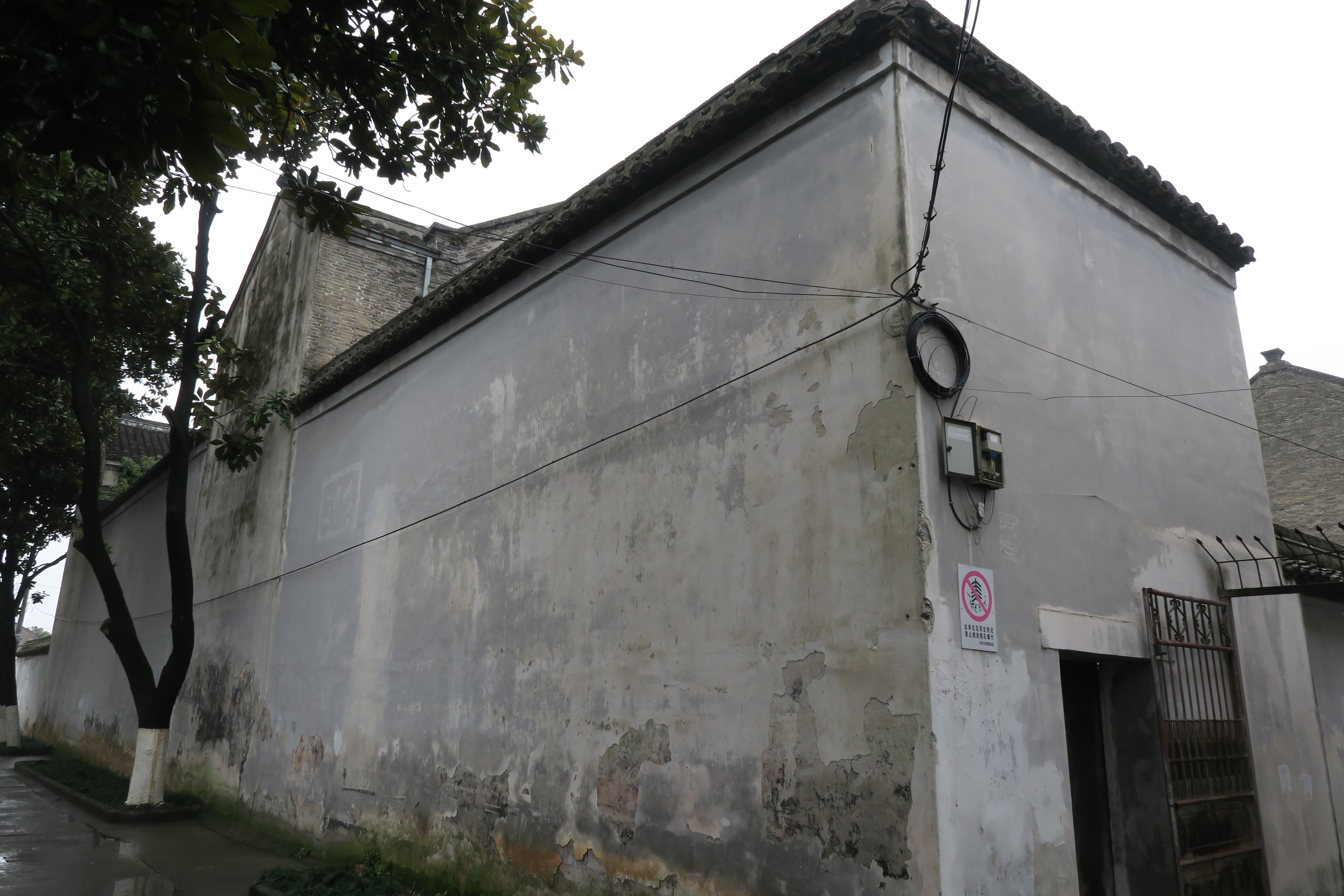
刘聘三故居外景
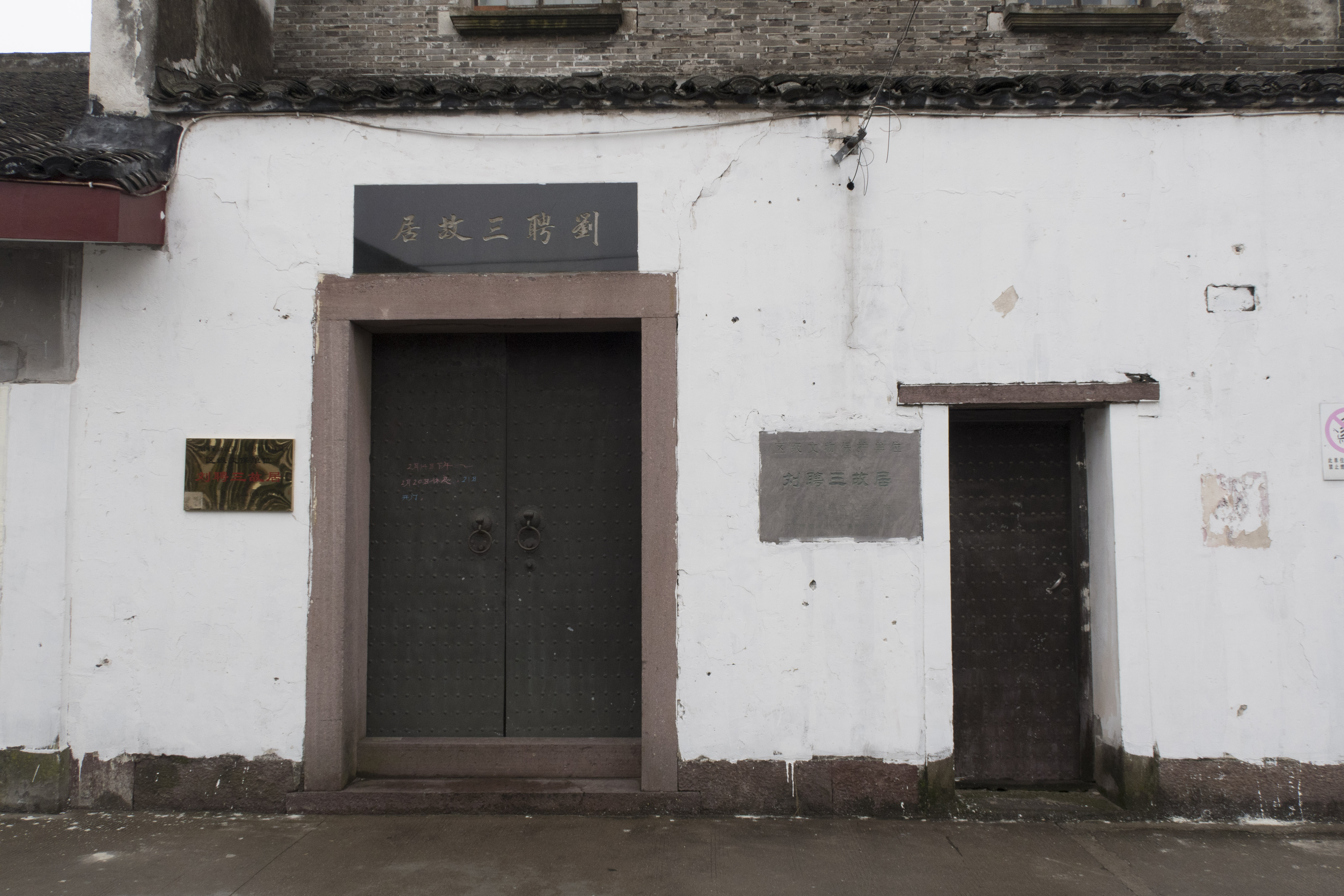
刘聘三故居入口处，可见新旧两块文保牌